# Satellite de technologie des télécommunications
Pour les articles homonymes, voir Satellite de télécommunications, Hermès (homonymie) et CTS.
Le Satellite de technologie des télécommunications ou Hermes (en anglais Communications Technology Satellite ou CTS) est un satellite de télécommunications  expérimental  canadien lancé en 1976. Son objectif était de tester un système de diffusion par satellite d'émissions radio et télé pouvant être reçu  par des utilisateurs finaux à l'aide d'antennes paraboliques de petite taille. Cette technologie devait permettre de toucher les communautés de petite taille dispersées sur le vaste territoire du pays. Pour y parvenir le satellite utilisait pour la première fois la bande Ku qui lui conférait une puissance inégalée de 200 watts. La réussite du projet a débouché sur le développement des satellites opérationnels Anik B.  

## Contexte
À l'époque de la conception du projet, les satellites de télécommunications géostationnaires utilisent la bande 6−4 GHz déjà mise en œuvre par les stations terrestres. La réception des émissions, du fait de la  puissance transmise réduite, nécessite des antennes paraboliques de grande taille. Ces antennes fixes à leur tour devaient être installés dans des stations de réception spécialisées qui irriguent les utilisateurs finaux. Cette technologie constituait à l'époque une alternative viable aux liaisons intercontinentales assurées par le câble sous-marin.
John Chapman souhaitait développer une autre utilisation des satellites de télécommunications en le dotant de capacités lui permettant de diffuser des émissions de télévision avec une bonne qualité aux utilisateurs finaux vivant loin des grands centres urbains et mal desservis par les réseaux terrestres hertziens du fait de l'étendue du territoire canadien. C'est le concept du Direct Broadcast Satellite (DBS). L'objectif du projet était de mettre au point un satellite de télécommunications apte à prendre en charge les communications avec les utilisateurs finaux. La technologie utilisée reposait sur l'utilisation pour la première fois de la bande Ku (14/12 GHz) permettant des émissions beaucoup plus puissantes. L'amplification était réalisée avec un nouveau tube à ondes progressives de 200 W fourni par la NASA.
Le développement du satellite est le fruit de la coopération du Ministère des Communications du Canada avec la NASA. Les deux administrations annoncent le développement le 20 avril 1971.

## Mise en œuvre
Le satellite est lancé le 17 janvier 1976 depuis Cape Canaveral en Floride par une fusée Delta (fusée) et est rebaptisé Hermes. Après avoir été largué par le lanceur, il est stabilisé par rotation jusqu'à ce qu'il est atteint sa position à la longitude 142 ouest. Il est alimenté jusque-là par des cellules solaires situées sur le corps du satellite. Le moteur d'apogée à propergol solide le place alors sur son orbite géostationnaire. Sa rotation est annulée et les panneaux solaires sont déployés. La mission avait une durée planifiée de deux ans mais il fonctionnera jusqu'en octobre 1979. Le satellite est piloté par un centre de contrôle installé à Toronto.   
Plusieurs communautés dans les régions reculées du Canada ont participé à une série de tests pour mesurer les capacités du satellite. Des expériences de télémédecine pour le service d'aide médicale urgente, de téléconférence et de télévision communautaire ont été réalisées. Le satellite a également été utilisé pour diffuser les éliminatoires de la Coupe Stanley de hockey pour les diplomates canadiens présents au Pérou afin de prouver ses capacités à l’international.  37 tests ont été menés avec  27 terminaux au sol tous situés au Canada. Ces essais ont démontré qu'un utilisateur pouvait recevoir une émission de télévision avec une antenne de 2,5 mètres de diamètre. 
Le bon déroulement de ces tests a permis le développement de la famille du satellites opérationnels hybrides Anik B équipés à la fois de répéteurs classique et en bande Ku. En 1987 le Ministère des Communications et la NASA ont reçu un Emmy award pour la création et la mise en place de la diffusion en direct de programmes télévisuels depuis un satellite grâce au programme Hermès CTS.

## Caractéristiques techniques
Hermes est un satellite dont le corps de forme cylindrique est haut de 1,8 mètre pour un diamètre de 1,8 mètre. Il est stabilisé 3 axes est sa masse de 680 kilogrammes disposant de deux répéteurs en bande Ku redondants d'une puissance de 200 watts fournis par la NASA. Les panneaux solaires de 6,2 × 1,3 mètre, fournis par l'Agence spatiale européenne, flexibles et de grande taille permettaient de générer 1 200 watts. Le système de contrôle d'attitude permettait à la fois de maintenir la surface des panneaux solaires perpendiculaire à la direction du Soleil et d'orienter les antennes d'émission et de réception vers la Terre.

### Article de télécommunications
- Satellite de télécommunications
- Anik
- Chronologie des satellites artificiels et sondes spatiales